# 하남시의 행정 구역
하남시의 행정 구역은 14개 행정동, 24개의 법정동으로 구성되어 있다. 하남시의 면적은 93.07km2이며, 이 중 녹지 지역이  86.98%인 80.96km2를 차지한다. 하남시의 인구는 2015년 12월 31일 현재 166,713명, 66,797 세대이다.

## 행정 구역
| 행정동  | 한자    | 면적  | 인구    | 세대   |
| ------- | ------- | ----- | ------- | ------ |
| 천현동  | 泉峴洞  | 34.92 | 8,398   | 3,992  |
| 신장1동 | 新長1洞 | 0.24  | 7,067   | 3,364  |
| 신장2동 | 新長2洞 | 4.12  | 44,593  | 16,748 |
| 덕풍1동 | 德豊1洞 | 1.01  | 18,256  | 7,072  |
| 덕풍2동 | 德豊2洞 | 0.51  | 21,523  | 8,879  |
| 덕풍3동 | 德豊3洞 | 2.04  | 26,156  | 10,010 |
| 미사1동 | 渼沙1洞 | 6.74  | 6,279   | 2,313  |
| 미사2동 | 渼沙2洞 | 4.90  | 19,259  | 7,021  |
| 미사3동 | 渼沙3洞 | 2.95  | 1,076   | 675    |
| 감북동  | 甘北洞  | ?     | ?       | ?      |
| 감일동  | 甘一洞  | ?     | ?       | ?      |
| 위례동  | 慰禮洞  | 4.06  | 1,773   | 591    |
| 춘궁동  | 春宮洞  | 14.50 | 3,967   | 1,912  |
| 초이동  | 草二洞  | 6.13  | 3,872   | 1,962  |
| 하남시  | 河南市  | 93.04 | 166,713 | 66,797 |

## 법정동
| 행정동  | 법정동   | 한자     | 설명 |
| ------- | -------- | -------- | --- |
| 천현동  | 천현동   | 泉峴洞   | |
| 천현동  | 하산곡동 | 下山谷洞 | |
| 천현동  | 상산곡동 | 上山谷洞 | 산곡천의 상류 쪽에 있는 마을이라는 뜻이다. 광주군 중부면 지역이었다. 1914년 행정구역 통폐합으로 광주군 중부면 상산곡리가 되었다. 1989년 하남시가 신설되면서 하남시 상산곡동으로 되었다.                                                                         |
| 천현동  | 배알미동 | 拜謁尾洞 | |
| 천현동  | 창우동   | 倉隅洞   | |
| 신장1동 | 신장동   | 新長洞   | |
| 신장2동 | 〃       | 新長洞   | |
| 신장2동 | 당정동   | 堂亭洞   | 한강 당정섬에 있던 행정 구역이었으나 1989년 한강종합개발사업으로 섬이 골재 채취로 사라지면서 섬 주민 전체가 퇴거당하게 되었다. |
| 신장2동 | 창우동   | 창우동   | ↑ 참조 |
| 덕풍1동 | 덕풍동   | 德豊洞   | 광주군 동부면 지역이었다. 1914년 행정구역 통폐합으로 광주군 동부면 덕풍리로 되었고, 1980년 광주군 동부읍 덕풍리로 되었다. 1989년 하남시로 승격되면서 하남시 덕풍동으로 되었다. 자연마을로 덕풍골, 역말, 취곡(수리골), 옥다리, 개사리, 송정골, 안터골 등이 있다. |
| 덕풍2동 | 덕풍동   | 德豊洞   | 광주군 동부면 지역이었다. 1914년 행정구역 통폐합으로 광주군 동부면 덕풍리로 되었고, 1980년 광주군 동부읍 덕풍리로 되었다. 1989년 하남시로 승격되면서 하남시 덕풍동으로 되었다. 자연마을로 덕풍골, 역말, 취곡(수리골), 옥다리, 개사리, 송정골, 안터골 등이 있다. |
| 덕풍3동 | 덕풍동   | 德豊洞   | 광주군 동부면 지역이었다. 1914년 행정구역 통폐합으로 광주군 동부면 덕풍리로 되었고, 1980년 광주군 동부읍 덕풍리로 되었다. 1989년 하남시로 승격되면서 하남시 덕풍동으로 되었다. 자연마을로 덕풍골, 역말, 취곡(수리골), 옥다리, 개사리, 송정골, 안터골 등이 있다. |
| 미사1동 | 미사동   | 渼沙洞   | |
| 미사1동 | 망월동   | 望月洞   | |
| 미사2동 | 〃       | 望月洞   | |
| 미사2동 | 선동     | 船洞     | |
| 미사3동 | 풍산동   | 豊山洞   | |
| 감북동  | 감북동   | 甘北洞   | |
| 감북동  | 감일동   | 甘一洞   | |
| 감북동  | 광암동   | 廣岩洞   | |
| 감북동  | 감이동   | 甘二洞   | |
| 위례동  | 〃       | 甘二洞   | |
| 위례동  | 학암동   | 鶴岩洞   | |
| 감일동  | 감일동   | 감일동   | ↑ 참조 |
| 감일동  | 감이동   | 감이동   | ↑ 참조 |
| 춘궁동  | 춘궁동   | 春宮洞   | 광주군 서부면 지역이었다. 1914년 행정구역 통폐합 때 광주군 서부면 춘궁리로 되었다. 1989년 하남시로 승격되면서 하남시 춘궁동으로 되었다. 자연마을로는 궁안, 법동, 춘장, 되촌말, 벌말, 오야곡, 황토골, 시암골, 나무길, 버구리 등이 있다.                          |
| 춘궁동  | 교산동   | 校山洞   | |
| 춘궁동  | 상사창동 | 上司倉洞 | |
| 춘궁동  | 하사창동 | 下司倉洞 | |
| 춘궁동  | 항동     | 項洞     | |
| 초이동  | 광암동   | 광암동   | ↑ 참조 |
| 초이동  | 초이동   | 草二洞   | |
| 초이동  | 초일동   | 草一洞   | |

## 역사
- 1989년 1월 1일 광주군 동부읍, 서부면 일원 및 중부면 상산곡리를 합쳐 하남시로 분리, 설치되었다.[2] (10행정동)

10행정동 - 천현동, 신장1동, 신장2동, 덕풍1동, 덕풍2동, 덕풍3동, 풍산동, 감북동, 춘궁동, 초이동
| 법률 제4050호                                                                                                  | |
| 구 행정구역 | 신 행정구역                                                                                             |
| 광주군 서부면 초일리, 초이리, 춘궁리, 광암리, 감북리, 감일리, 감이리, 학암리, 항리, 상사창리, 하사창리         | 하남시 초일동, 초이동, 춘궁동, 광암동, 감북동, 감일동, 감이동, 학암동, 항동, 상사창동, 하사창동         |
| 광주군 동부읍 교산리, 하산곡리, 천현리, 덕풍리, 풍산리, 망월리, 선리, 미사리, 신장리, 당정리, 창우리, 배알미리 | 하남시 교산동, 하산곡동, 천현동, 덕풍동, 풍산동, 망월동, 선동, 미사동, 신장동, 당정동, 창우동, 배알미동 |
| 광주군 중부면 상산곡리                                                                                         | 하남시 상산곡동                                                                                         |
- 2014년 6월 5일 : 미사강변도시 개발에 따라 미사1동, 미사2동이 풍산동에서 분동하였다. (12 행정동)
- 2015년 11월 5일 : 위례신도시 개발에 따라 위례동이 감북동에서 분동하였다. (13 행정동)
- 2015년 12월 7일 : 서울특별시 송파구 및 경기도 성남시와 위례신도시의 관할 구역을 조정하였다.[4]
- 2020년 4월 20일 : 하남감일공공주택지구 조성에 따라 감일동이 감북동에서 분동하였다. (14 행정동)
- 2023년 5월 1일 : 풍산동의 행정동명을 미사3동으로 변경하였다.